# 初期キリスト教美術
初期キリスト教美術（しょきキリストきょうびじゅつ）は、キリスト教初期段階の美術を指す。おそらく２世紀末から3世紀初頭に制作が開始されたと思われる。ローマ帝国勢力圏内で発生し、604年、教皇グレゴリウス1世の死まで続いた。古代ローマ末期の文化を母体として、政治的・宗教的状況の変化のはざまで、東方・西方世界それぞれに発展して行った。キリスト教独自の図像は、のちに神学体系の発展にともない、徐々に確立して行った。

## 歴史的背景
キリスト教は、おそらくユダヤ人の少数派としてローマに入り、母国パレスティナと経済的、文化的関係を保っていた。聖パオロが61年ごろにローマに到達した際には、すでに組織化されたキリスト教共同体があった。初期のキリスト教信奉者は、貧民階層や奴隷たち、そして特にローマの中産階級であったが、次第に裕福な上流階級の一族も改宗するようになり、しばしば邸宅の一室を集会の場として提供した。ギリシア語で集会を意味するエクレシアから、教会の先駆けとなるドムス・エクレシアエ（私宅教会）が生まれた。このような集会場としての遺跡は非常に少ない。かつては313年、コンスタンティヌスによるミラノ勅令で信仰の自由が認められたのを機に、この上にバシリカが建設されたため、と考えられていたが、教区教会の発掘調査の結果、各教会堂は必ずしも私宅教会から発展したものではないことがわかっている。
3世紀初頭には墓所の不足から地下墓所が作られるようになるが、キリスト教徒の多くはここに埋葬された。地下室の使用は、迫害から逃れるためではなく、すでに存在した異教やユダヤ教の地下墓所を利用したもので、ローマのラティーナ通りには4世紀後半のものが残る。3世紀のローマではすでにキリスト教信仰が確立しており、ローマ市の7つの教区に配置された7人の助祭が、それぞれ城壁外のカタコンベを管轄していた。
この時期の新たな芸術中心地として、コンスタンティノポリス、ミラノ、ラヴェンナなどがある。

## キリストの表現

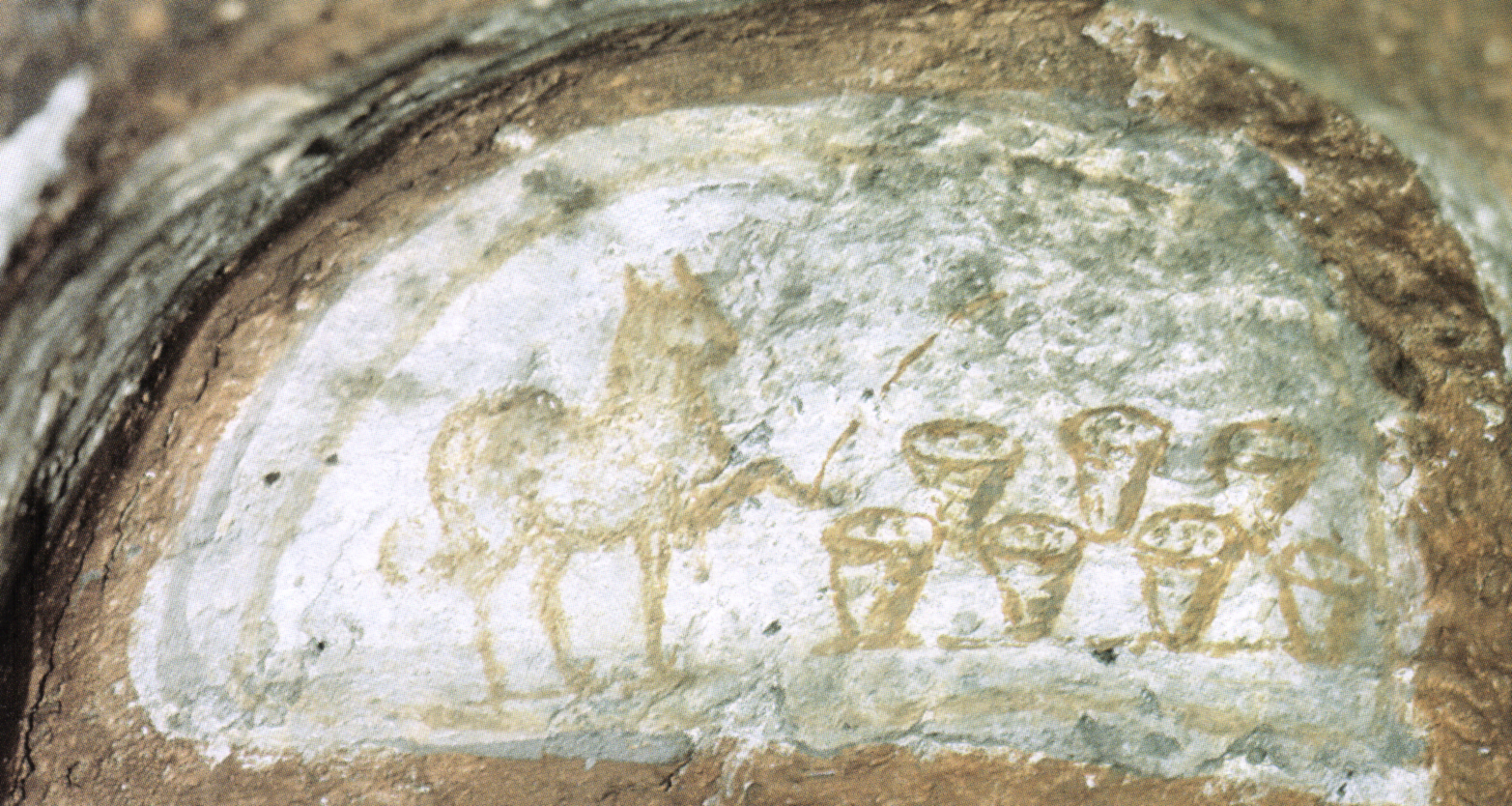
“パンを祝福する羊 ”4世紀後半　フレスコ
40x28cm　ローマ　 コモディッラのカタコンベ

3世紀までキリストは、よき羊飼いや、羊など象徴でのみ表された。イエス・キリスト表現の禁止は、キリストが人間と神の両性を持つことを正式に認めたニカイア公会議の後に緩み、人間となった神のみ言葉（＝イエス　キリスト）を人の姿で表現することが可能となった。キリストの生涯における重要な事蹟の表現は、そのメッセージを伝える上で重要となったが、それだけではない。キリストの賛美は、テッサロニキ勅令の後、キリスト教信仰を持った皇帝を間接的に祝福している。帝国と教会の関係はますます緊密になり、特に5世紀からは、キリスト教徒であるということが、未開の野蛮な世界に対する文明社会の砦であるかのように考えられた。
初期にはイエスはひげなしで表現された。これはカタコンベ内のフレスコ画や、ローマのサンタ・コスタンツァ教会のモザイク（しかし後代の修正箇所であるため、もともとヒゲがなかったかは不明）、石棺浮彫彫刻に見られる。続いて現れる、ひげを生やしたキリストは、シリアのキュニコス派哲学者の伝統に由来する。さらに、ローマ帝政期の図像を用い、キリストと皇帝を同一視した皇帝としてのキリストが描かれるようになった。

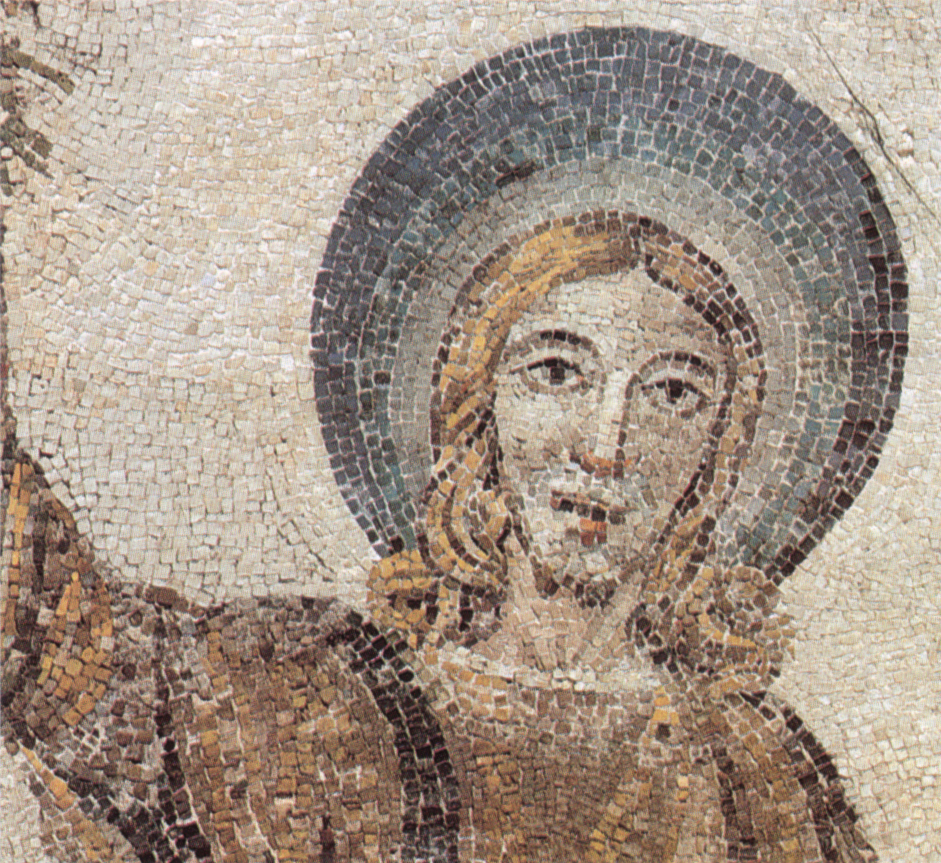
“ひげのないキリスト” コンスタンティナ廟堂モザイク、 部分　4世紀なかば　ローマ
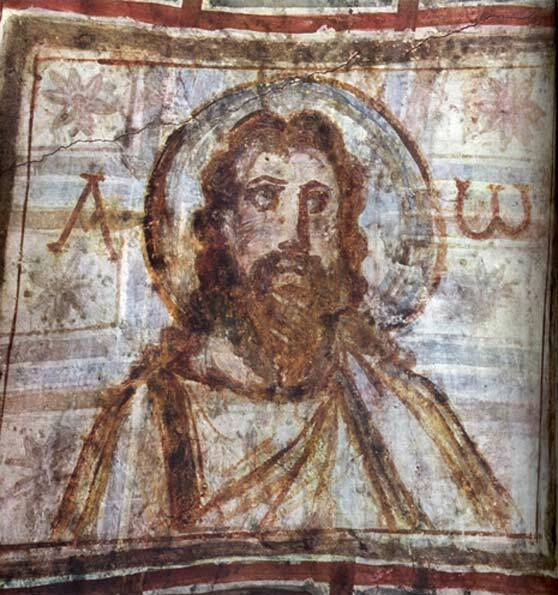
“ひげを生やしたキリスト”　 コモディッラのカタコンベ　フレスコ 部分 　4世紀後半　ローマ

## 各分野の特徴

### 建築
建築についてはミラノ勅令が分岐点となる。ミラノ勅令以前には多くの場合、礼拝は家屋建築内の礼拝所で行われたと考えられ、これをドムス エクレシアエ（私宅教会）と呼ぶ。その後に教会堂建築であるバシリカがつくられるようになる。また、ミラノ勅令以前からカタコンベがキリスト教徒の墓所として用いられていたが、これは、採石場の跡や水道設備など、すでに作られていた地下の坑道を再利用し、拡張させたものも多かった。カタコンベは3世紀から5世紀初頭まで墓所として用いられたが、その後はミラノ勅令以前の迫害期に殉教した殉教者の墓所が巡礼地となり、殉教者の墓所に至る坑道や墓所の周辺が整備され、地上のバシリカ型教会堂建築の形態を模した礼拝所が地下に設けられる場合もあった。
　最初のバシリカは、ローマ、聖地エルサレム、コンスタンティノポリスに建設された。まずはじめにモデルとされたのが古代ローマの公的建造物としてのバシリカで、横長の五廊式、桁組屋根（トラス）がかけられ、身廊の奥にこれと直交する廊（翼廊の先駆け）が設置された。ここは司教や司祭が使ったので聖堂内陣聖職者席と呼ばれる。司教座聖堂の場合は後陣に司教の座がおかれ、異教建造物から想を得た祭壇があった。後陣の半クーポラ、アプシスの開口部にはアーチ型構造があり、凱旋門型アーチと呼ばれた（独立した記念建造物である凱旋門と混同してはいけない。）初期キリスト教の聖堂建造物は平らな壁と、内部を照らす大きな窓であるクリアストーリ（身廊の一番高い位置に開けられた窓）を特徴とする。（のちに大きなガラスをつくる技術が失われ、窓は極端に縮小していった。）4世紀からは、特に使徒や殉教者に捧げられた集中式建築が普及し始め、さらにコンスタンティノポリスの聖使徒教会やミラノのサン・ロレンツォ教会のように、皇族の礼拝堂がつくられるようになった。
ローマでは、ミラノ勅令直後にコンスタンティヌスによって最初のバシリカが建設された後（サン・ジョバンニ・イン・ラテラノとバチカンのサン・ピエトロ）、ローマの司教（教皇）がその重要性が増してきたことを証するように、新たなバシリカの建設を指示するようになる。（サン・パオロ・ フォーリ・ レ ・ムーラ、サンタ・マリア・マッジョーレ、サンタ・サビーナなど）
相次ぐ再建と改変により、手つかずで残っている初期キリスト教バシリカの例はわずかで、今日見られる外観は修復をうけたものが多い。なかでも建築上、重要な意味合いを持つものは、既に触れたローマのサンタ サビーナ、トリーアのコンスタンティヌスのバシリカ、サンタポリナーレ・ イン ・クラッセのようなラヴェンナのバシリカである。

### 絵画とモザイク

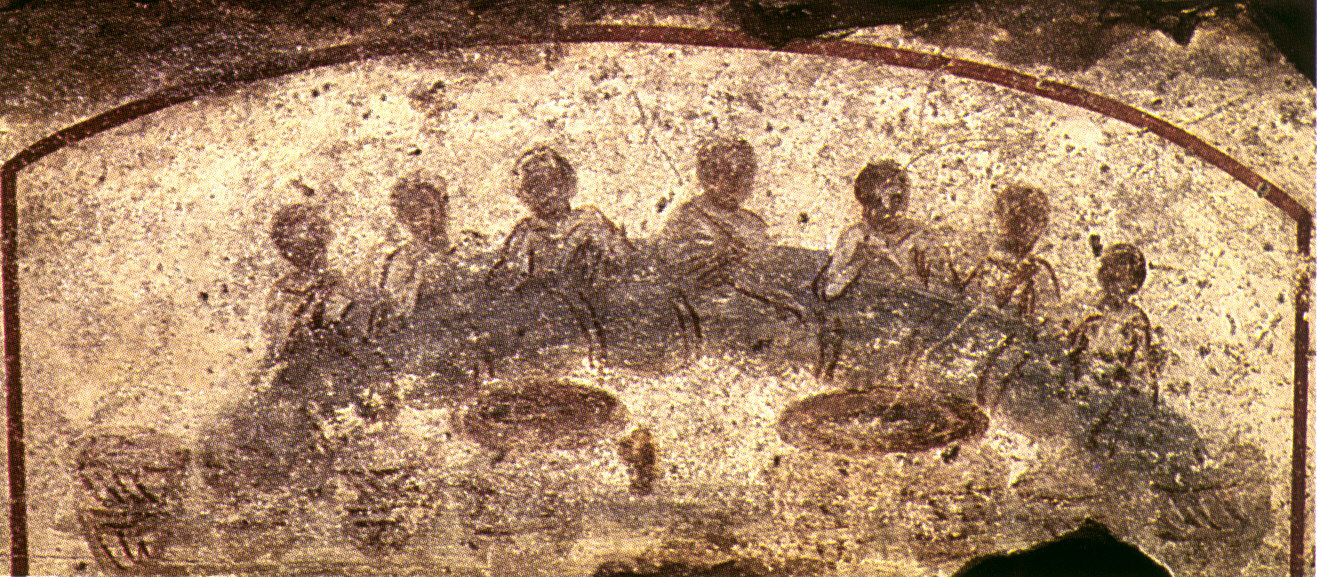
会食の図　フレスコ 115x65 cm　3世紀前半　ローマ　サン・カリストのカタコンベ

キリスト教初期段階の絵画やモザイクも、すでに存在したキリスト教以外の宗教の、既存の芸術の表現形式を、意味の読み替えを行うことで取り入れている。
象徴的な意味合いを持つものとして、ローマ美術において墓所に用いられた会食図がある。これを最後の晩餐、すなわち新たな宗教での基本的な儀式である聖体拝領の表現として用いているとかつては理解してきたが、現在では墓所で行われた葬礼の会食図と理解されている。異教とキリスト教の表現において、同時期に似た要素が見られるのは、当時壁画制作に従事していた職人たちは、異教とキリスト教の区別をすること無く両方からの注文を受け、その場合に応じて制作していたからだと考えられる。絵画様式はリアリズムから始まり、より象徴的な簡易な形態に移行し、古典後期の地方的、庶民的な美術となっていく。313年の迫害の終焉を持って、絵画は同時代の異教絵画のようにより豪華になっていく。

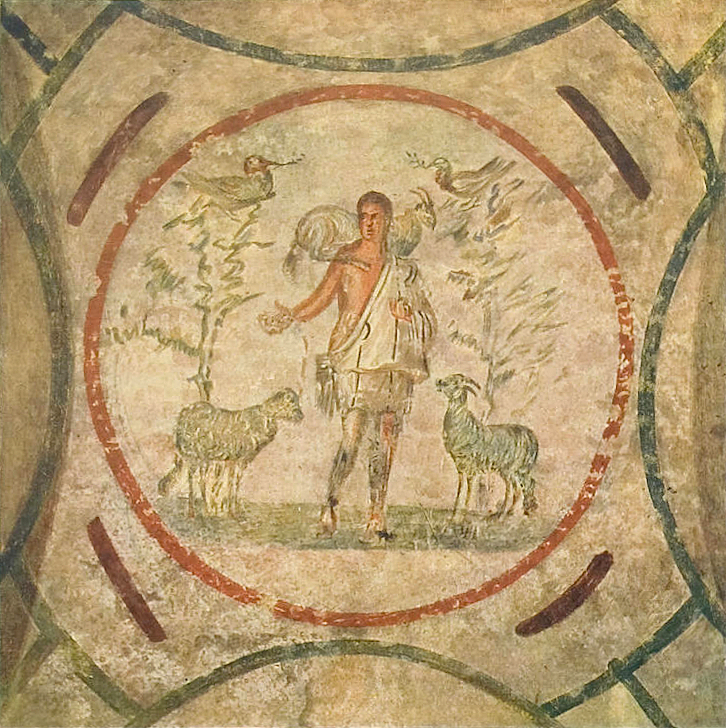
”よき羊飼い”の図像　ローマ　プリシッラのカタコンベ（3世紀後半）

偶像否定、すなわち出エジプト記（特に十戒）にもとづく、神を表現することの禁止は3世紀まで続いたため、神を連想させる象徴を用いなければならなかった。太陽、ヒツジ、キリストの受難のシンボル、それからギリシア語で“イエス　キリスト　神の子　救世主（Iesus Christos Theou Yos Soter）”の頭文字をとったICHTHYSが魚を意味することから、キリストの象徴として魚が用いられた。シンボルとしては他に、錨、はとなどがある。
その他の図像としては、聖書物語場面の描写や、キリスト教的概念を示唆する描写がある。後者としてはキリストの博愛を象徴する“よき羊飼い”や、英知の象徴としての“オランス（両手を広げて祈る人）”などがある。これらの表現もローマ美術に既に存在していた図像を変化させたものである。羊飼いは牧羊生活の描写、もしくは春の寓意、哲学者キリストはエピクテトスの肖像に由来する。すべてのテーマが、ユダヤの伝統を反映した旧約聖書と結びついており、3世紀のキリスト教絵画とユダヤ教絵画は、シリアのドゥラ・エウロポスのシナゴーグ内のフレスコ画の象徴性と形式的スタイルに見られるように、共通点を持っている。
徐々に現実描写への関心が失われて、形態の平面化、正面観が優勢となり、説話的意味合いが失われ、象徴的表現が画一化されていく。職人たちは精神世界を描くために形態の調和や現実感を排除した。
ローマにおける地上の聖堂建造物のモザイク壁画として最古のものはサンタ・プデンツィアーナ聖堂のアプシス装飾である。

### 彫刻

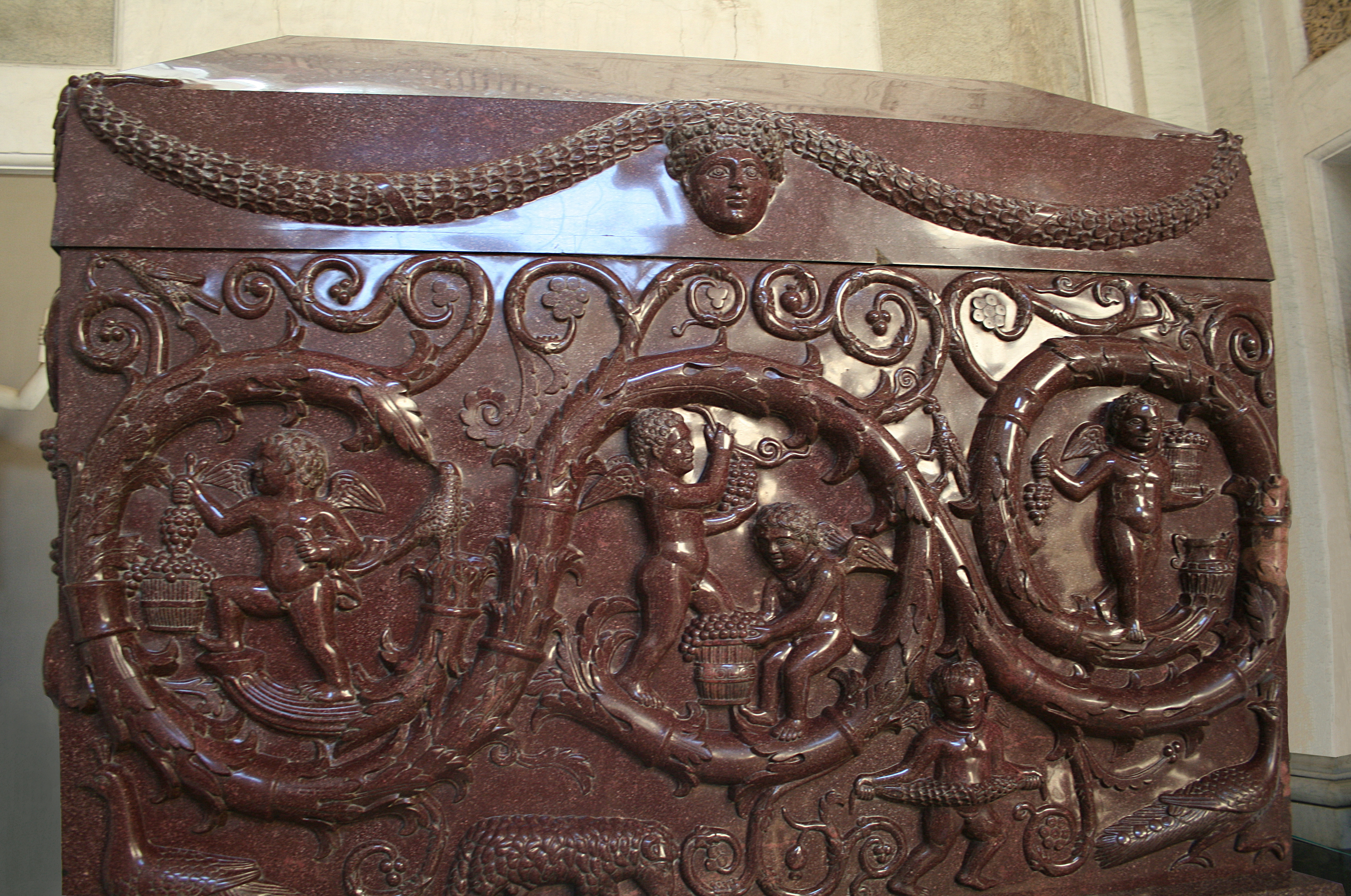
“コスタンティナの石棺”　現在バチカン美術館所蔵

カタコンベに絵画表現が現れた頃、まだキリスト教彫刻は存在しなかった。これはキリスト教に改宗した裕福な階層の人々のための石棺（サルコファガス）装飾としてゆっくりと発展し、古典時代後期の異教の葬礼シンボルをテーマとして取り入れた。4世紀の初期キリスト教石棺はそのほとんどがローマの工房でつくられたものである。材質は石灰岩、大理石、稀に紫斑岩が用いられた。初期の石棺装飾は、異教葬礼美術のそれに、わずかにキリスト教的なモティーフを加えたものであったが、３世紀末には聖書物語場面を多数描くようなフリーズ型石棺が主流となる。4世紀後半になると大型石棺が登場し、聖書物語ではなく寓意的な表現を描いたものも現れた。

## 中世美術への展開
初期キリスト教時代の作品には自分の本性の法則や自然法則に従った表現がみられる。しかし、中世美術になると精神世界のイメージが重視されるようになり、重力の法則や有機的な動きによる自然主義に取って代わって不条理のロジックとも言うべき原理による表現がみられるようになった。